# Antiga Casa del Degà
L'Antiga Casa del Degà és una obra de Tarragona protegida com a Bé Cultural d'Interès Local.

## Descripció
Edifici de dues plantes d'alçada i planta baixa. Un gran pati d'entrada amb escala dona accés al primer pis. Hi ha dues làpides hebrees i dos cips romans encastats a la façana, on també destaquen els esgrafiats de la primera planta amb motius vegetals i figuratius.

## Història
Durant el segle xvi va esser la casa del Degà, dignitat capitular creada el segle xiii. L'any 1830, amb la desamortització de Mendizábal, l'immoble passà a mans privades. A inicis del segle XX fou transformada en edifici de pisos. Entre els anys 1996-1998 l'edifici va ser rehabilitat íntegrament i es van crear falsos històrics. Va ser desmuntat completament i durant l'intervenció es van perdre elements com els murs mitjaners originals. Les inscripcions romanes i jueves de la façana van ser substituïdes per còpies i els originals van passar a l'interior de l'edifici.